# پچ‌واراد
پِچ‌واراد (مجاری: Pécsvárad;آلمانی: Petschwar) شهری در بارانیا در مجارستان است و ۱۱۲٫۱۶ کیلومتر مربع مساحت و ۴٬۰۲۶ نفر جمعیت دارد.

## خواهرخوانده
شهرهای کولزهایم و هوسمانشتاتن خواهرخوانده‌های پچ‌واراد هستند.